# Xenixell
El xenixell, herba dels pecats, matafocs, lletsó bord o morrut (Senecio vulgaris) és una planta amb flor de la família de les asteràcies. Senecio, el nom llatí del gènere prové de la paraula "senex" (vell), car els papus recorden els cabells de la testa d'un home vell. En català aquesta planta se la coneix amb una multitud de noms populars: 
- Matafoc i derivats: apagallum, apagallums, bufallums, matafocs, herba de foc, lletsó de foc.
- Els noms derivats del fet que aquesta planta agrada als conills: conillera, engreixaconills, morro de conill, herba conillera.
- Noms que tenen a veure amb la vellesa: herba cana, senixó, vellesa, herba pelada.
- Altres noms: bròquil bord, flor d'onze mesos, cap d'ocell, citró, herba de la cardina, herba gavatxa, herba sana, lletsó bord, morrut, morruts, morruts de bou.[1]

## Morfologia

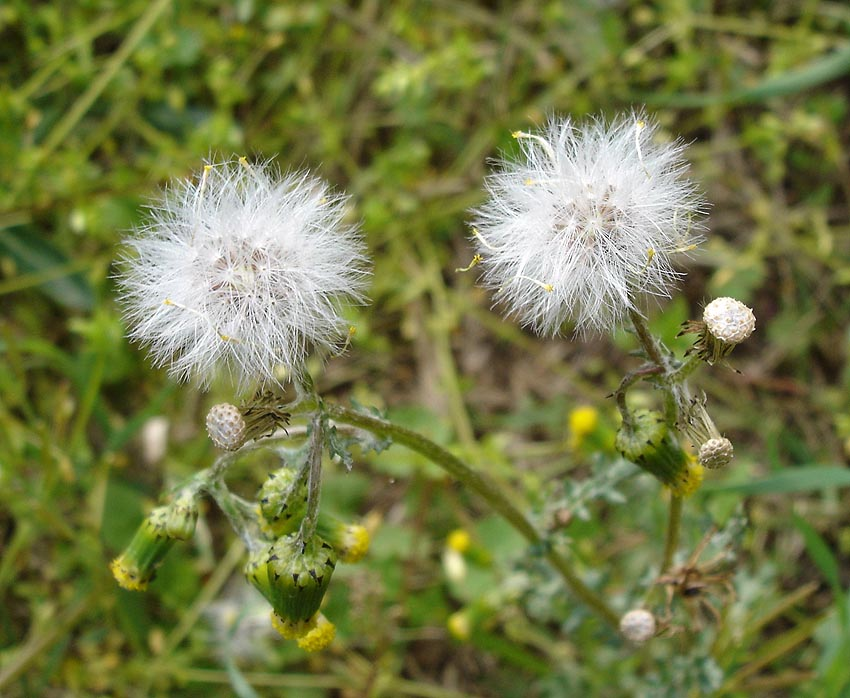
Els papus del xenixell.

És una planta herbàcia anual un xic suculenta, de 20 a 40 cm d'alçada. Les fulles del xenixell creixen radialment a partir de la base de la tija. Són pinnatífides o pinnatipartides i tenen els marges serrats. Aquesta planta floreix en qualsevol època de l'any. La inflorescència del xenixell són capítols grocs amb flors tubulars que semblen capolls que no s'obren mai. Les bràctees de l'involucre estan disposades en dues sèries, unes de llargues i unes altres de curtes a la base de les anteriors. L'aqueni es troba proveït de vil·là. La dispersió de les llavors té lloc mitjançant el vent que escampa les llavors del papus.

## Distribució i hàbitat

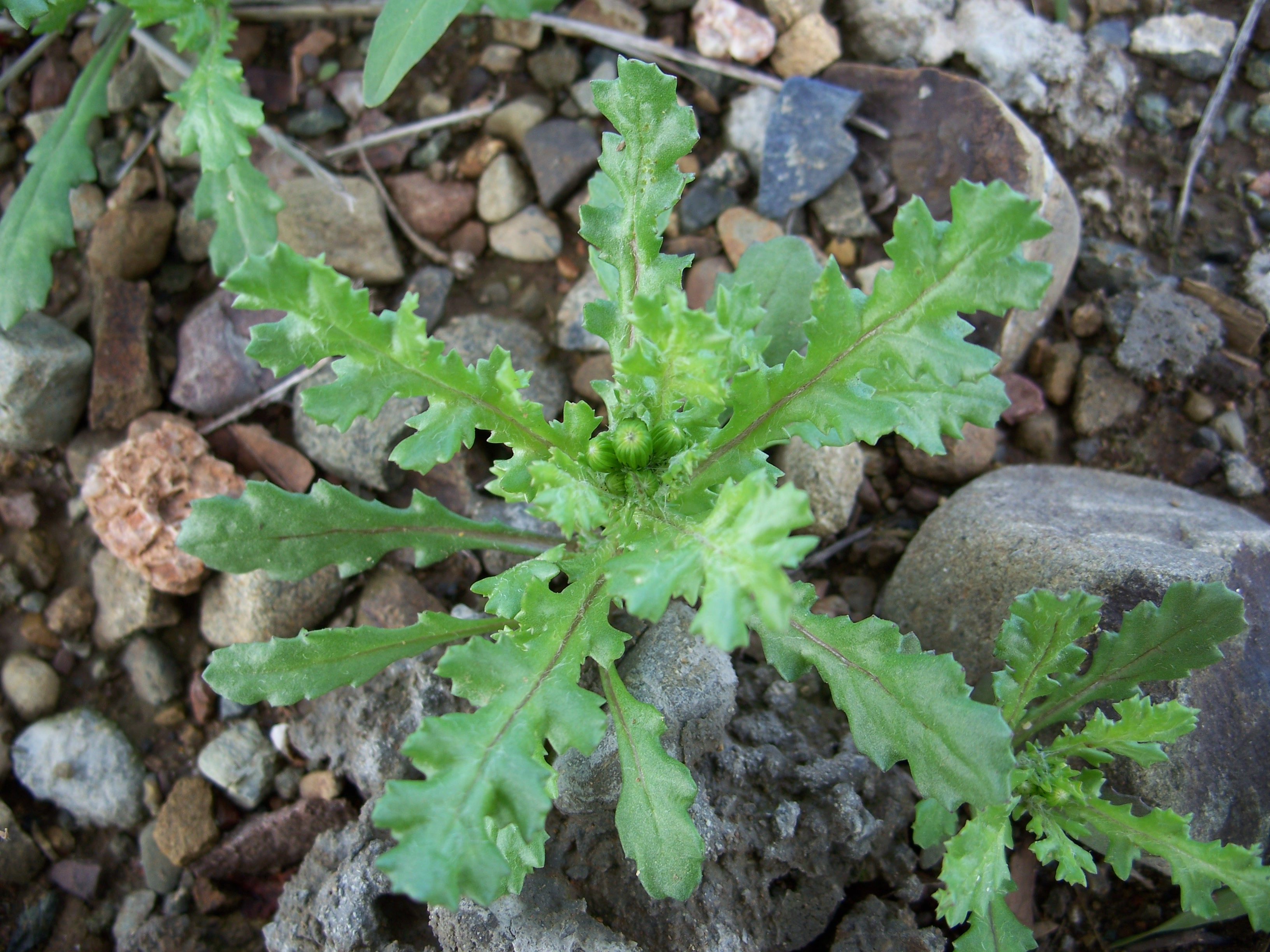
Xenixell (Senecio vulgaris) mata jove.

Aquesta planta és originària de les zones temperades d'Euràsia i de l'Àfrica del Nord. S'ha estès arreu del planeta, i actualment es considera una espècie invasora i una mala herba a tota l'Amèrica del Nord, la Xina, l'Iran, Austràlia, Xile, Argentina i el Perú, entre molts altres llocs.
El xenixell és una de les plantes més comunes i abundants de la terra. És extraordinàriament resistent i pot créixer arreu; resisteix tant el clima tropical com les gelades.
Creix sovint a la vora dels camins, a camps abandonats, erms i llocs pedregosos no gaire secs. És una espècie ruderal típica. Als Països Catalans és una de les primeres plantes a colonitzar terrenys alterats o degradats junt amb l'olivarda.
Com a mala herba el xenixell no perjudica gaire altres plantes, i sovint té un paper ecològicament positiu.

## Propietats tòxiques i medicinals

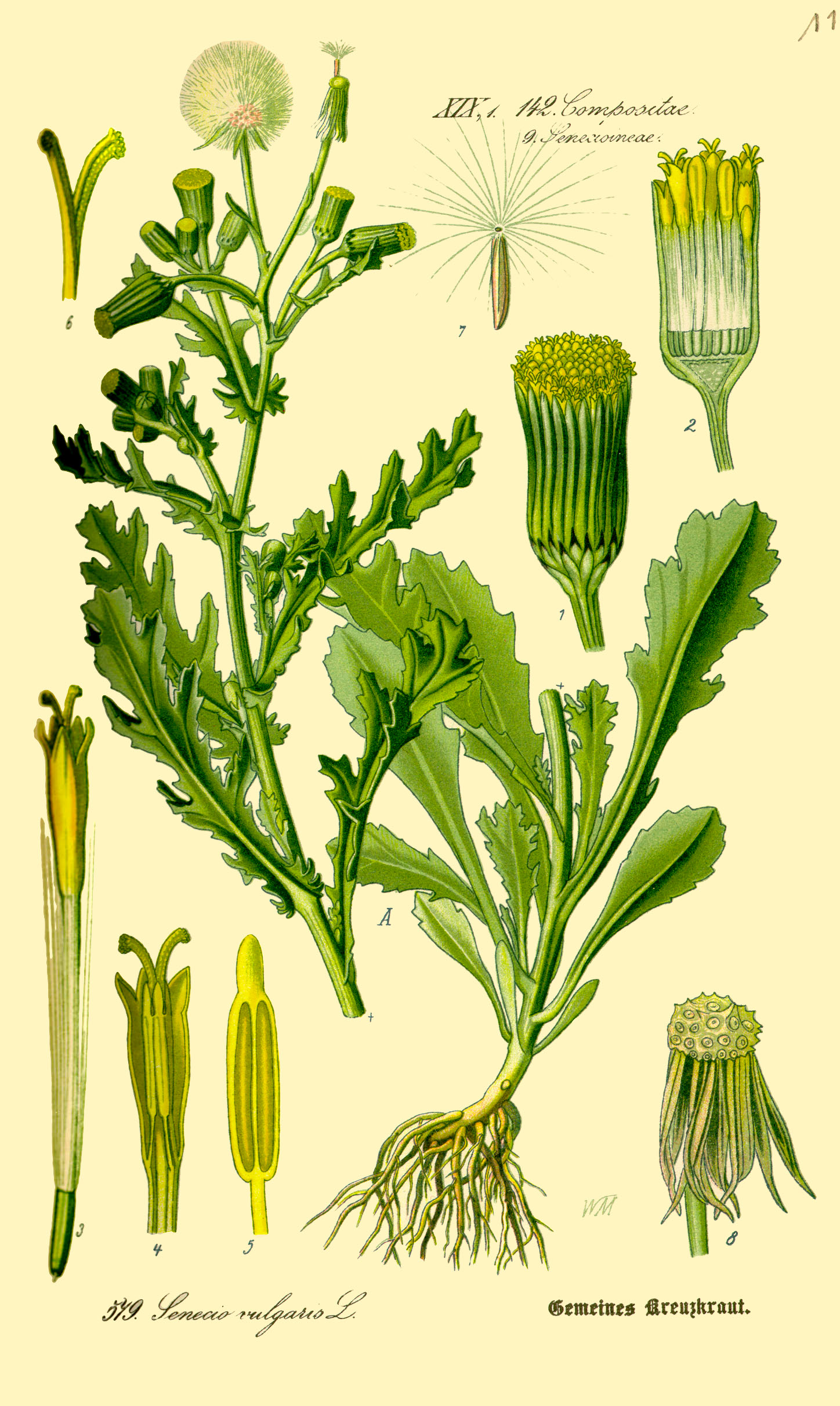
Xenixell (Senecio vulgaris).

És una planta utilitzada a la medicina casolana des de temps molt antics. Tradicionalment es feia servir com a emmenagog, per provocar o facilitar l'aparició de la menstruació de les dones.
Malgrat això, actualment hom tendeix a considerar el xenixell com a herba tòxica, car conté alcaloides pirrolizidínics que poden perjudicar greument al fetge. Les informacions al voltant dels beneficis i perjudicis d'aquesta planta són sovint contradictòries.
Hi ha bestiar que menja el xenixell, com els conills, les cabres i els porcs. A les vaques no els agrada gaire aquesta herba i els cavalls i les ovelles refusen totalment menjar-ne. Hom diu que la ingestió prolongada perjudica el ramat, però ací també les opinions són contradictòries.
Als ocells els agraden molt les llavors del xenixell. Hi ha també molts insectes que mengen les fulles d'aquesta planta, incloses les erugues d'algunes papallones de nit i petits escarabats.
L'espècie de lepidòpter Tyria jacobaeae s'ha usat com a control biològic en llocs on l'espècie és invasora.

## Subespècies i varietats
L'espècie conté dues subespècies i una varietat acceptada.
- Senecio vulgaris subsp. denticulatus (O.F. Muell.) P.D. Sell[8]
- Senecio vulgaris subsp. vulgaris[9]
- Senecio vulgaris var. hibernica Syme[10]

## Supersticions
Esmentat en una prosa de Jacint Verdaguer, el xenixell es coneix també com a "herba dels pecats". Aquest nom es va originar en una superstició basada en la fe religiosa, car quan es bufa el papus, hom deia que aquest es queda amb tants plomalls com pecats hom ha comès.
| « | Bufa un xenixell. Quants pecats té ell? Bufa una rosella. Quants pecats els d'ella? | » |